# Taborkirche (Hohenschönhausen)

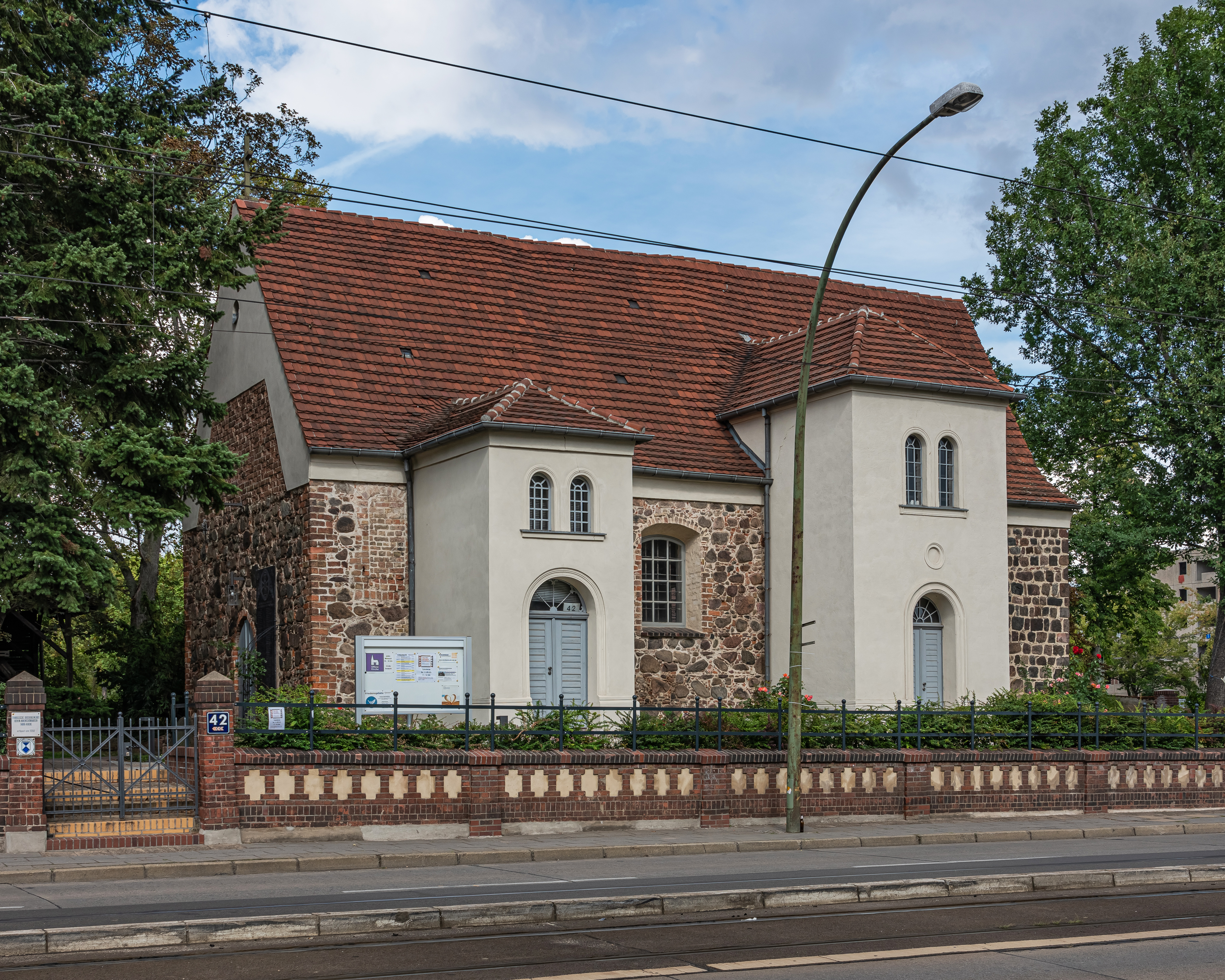
Taborkirche Hohenschönhausen

Die Dorfkirche Hohenschönhausen, seit 1905 Taborkirche, ist die Kirche der Evangelischen Kirchengemeinde Berlin-Hohenschönhausen in der Evangelischen Kirche Berlin-Brandenburg-schlesische Oberlausitz und das älteste Gebäude im Berliner Ortsteil Alt-Hohenschönhausen des Bezirks Lichtenberg-Hohenschönhausen. Der an der Hauptstraße stehende Bau zählt zu den kleinsten Dorfkirchen in Berlin.
Die Kirche befindet sich an der Haupt-, Ecke Wartenberger Straße am östlichen Rand des Hohenschönhauser Dorfkerns, inmitten des alten Friedhofs. Das Grundstück ist teilweise mit einer Feldsteinmauer eingefriedet.

## Geschichte

Langhaus und Chor

Das Dorf Hohenschönhausen wurde um 1230 gegründet. Die steinerne Dorfkirche entstand etwa 30 Jahre nach der Gründung Hohenschönhausens, vermutlich als Ersatz eines hölzernen Vorgängerbaus. Den ältesten Teil bildet der rechteckige Chor aus sorgfältig gequaderten Feldsteinblöcken im Stil der Spätromanik (Rundbogenfenster an der linken, oberen südlichen Chorwand) beziehungsweise Frühgotik (Ende des 13. Jahrhunderts). Der Chor hat einen Ostgiebel mit Spitzbogenblenden. Das aus unregelmäßig gequaderten Feldsteinen gemauerte Langhaus kamen zum Ende des 15. Jahrhunderts hinzu. Das Langhaus stützt sich auf einen Mittelpfeiler, von dem vier Dreistrahlgewölbe ausgehen. Die Sakristei auf der Nordseite des Chors (ursprünglich Gruft der Familie von Röbel) kam in der ersten Hälfte des 16. Jahrhunderts hinzu. Der Name leitet sich von Tabor ab und ist eine Bezeichnung für Wehrkirchen.
Um 1470 erhielt die Kirche den ersten Turm aus Fachwerk, die ersten Glocken sollen im darauf folgenden Jahr gekommen sein. Im 18. Jahrhundert entstand an seiner Stelle ein neuer Turm mit Barockhaube.
Weitere Aus- und Umbauten sind für die Jahre 1714 und 1738 angegeben. 1772 und 1898 wurden jeweils die Glocken ersetzt. 1905 wurde der Innenraum umgebaut, an der Südseite wurden ein Anbaut hinzugefügt; der spätestens 1834 (Zeichnung von Wohler) entstandene Südanbau aus Fachwerk wurde erneuert. Nach Abschluss der Arbeiten erfolgte die feierliche Einweihung als Taborkirche. Die 1917 beschlagnahmten Glocken wurden im Folgejahr durch stählerne ersetzt. 1924 wurde ein Marienaltar der Wartenberger Dorfkirche, der sich seit 1885 im Märkischen Museum befand, nach Hohenschönhausen verlegt. Außerdem wurden die beiden Südanbauten erneuert.
Der Turm wurde 1953 wegen Baufälligkeit abgetragen. Der Innenraum wurde 1989 restauriert.

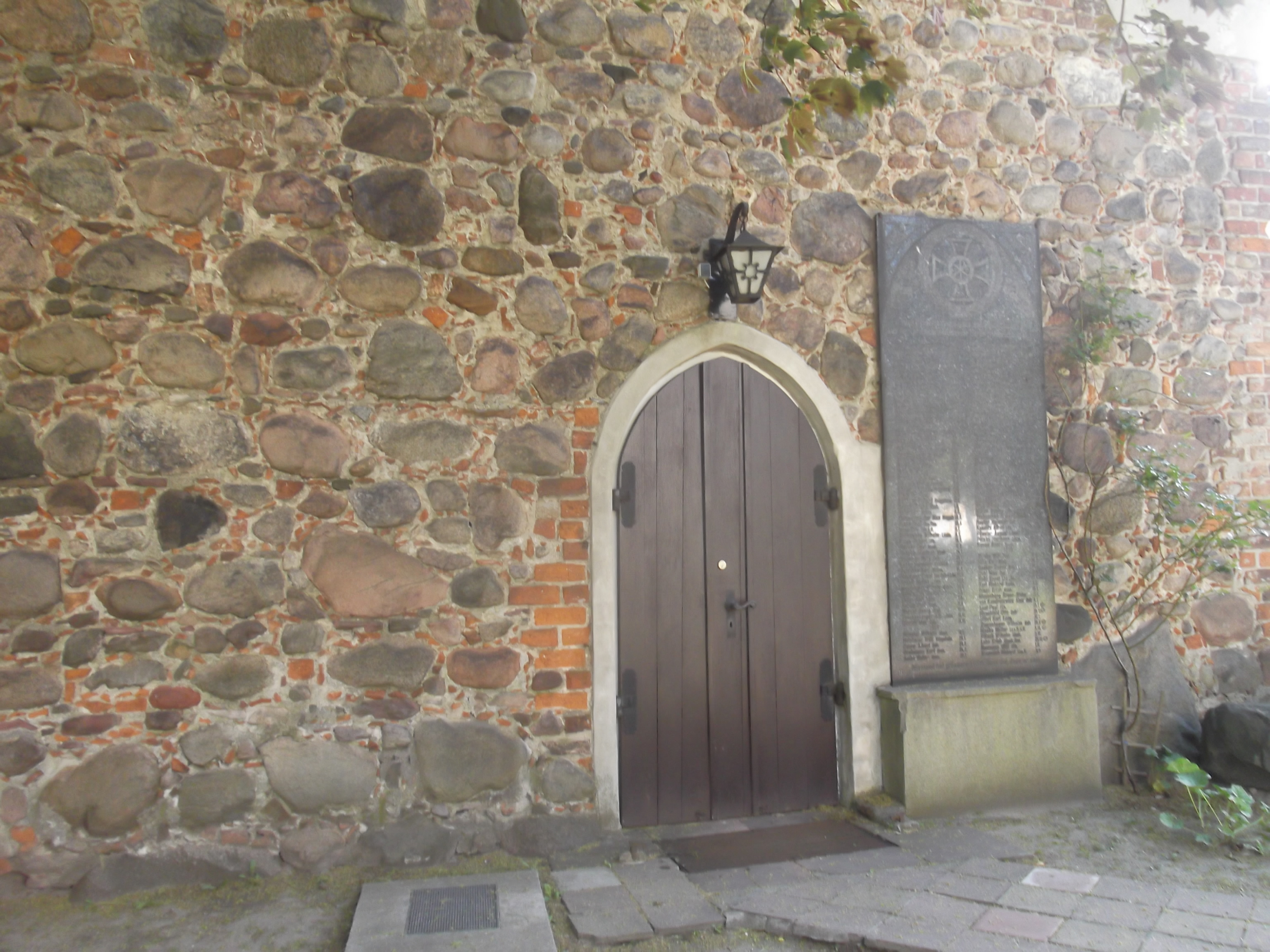
Eingang
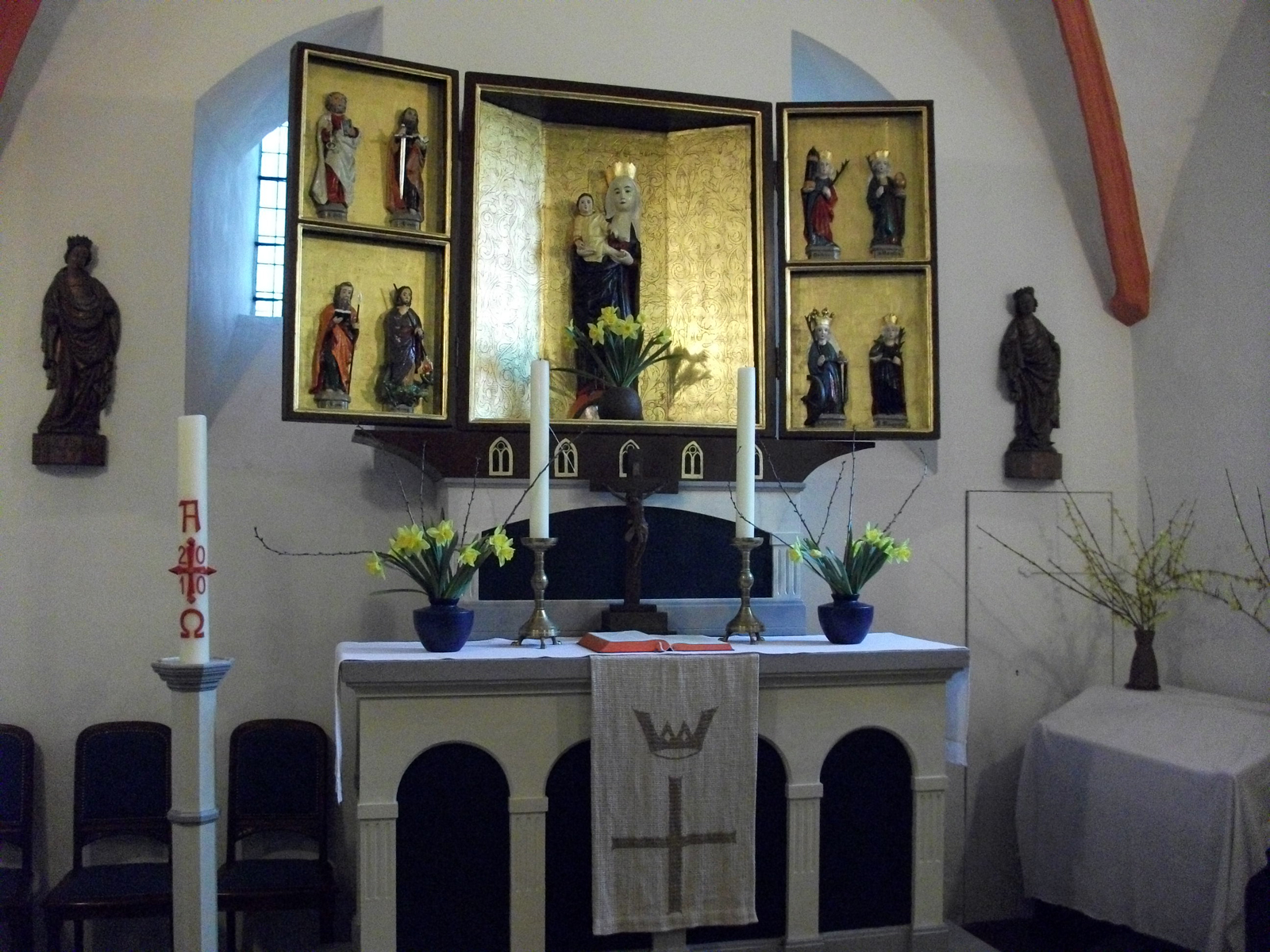
Marienaltar
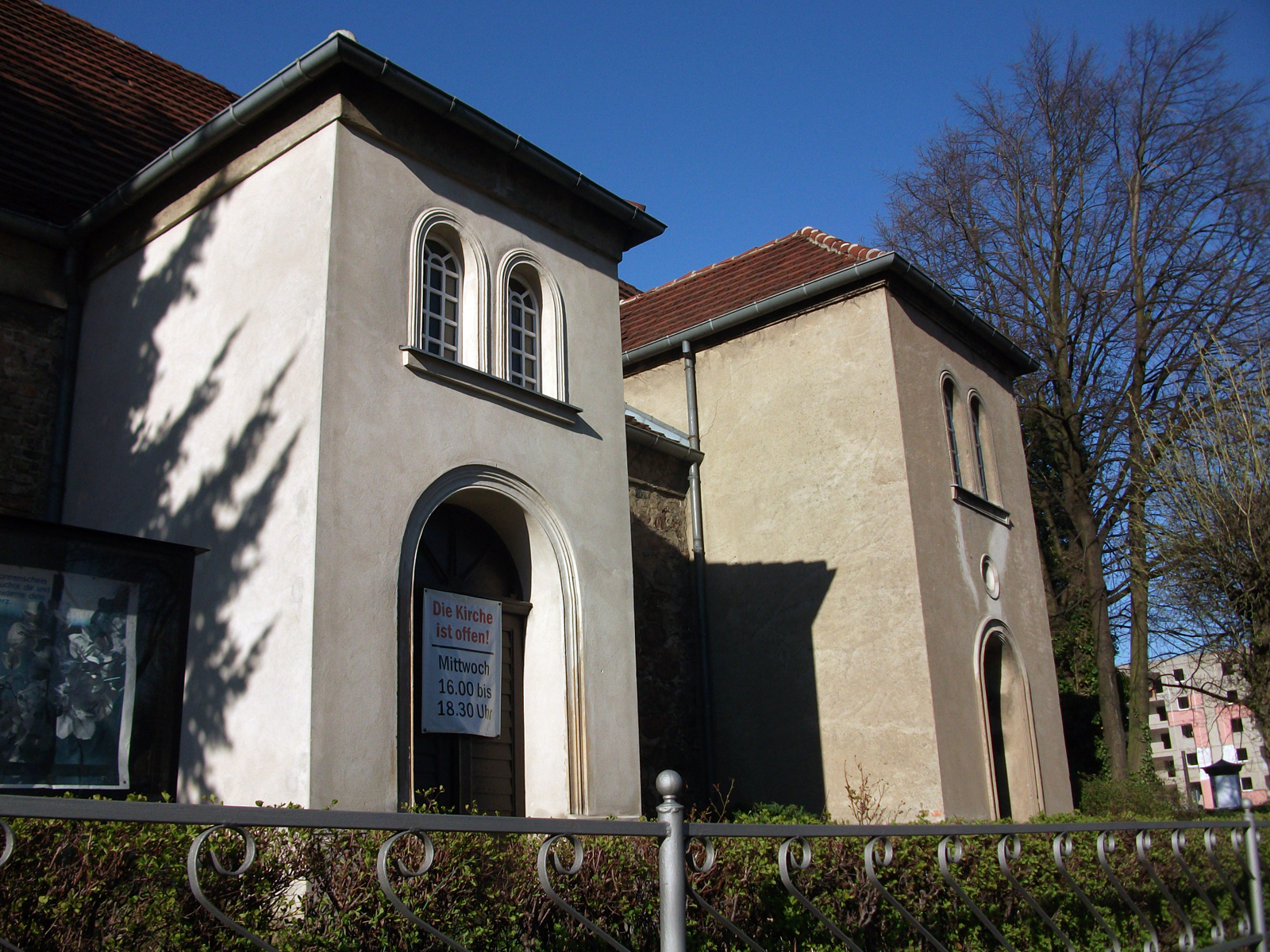
Anbauten von 1905
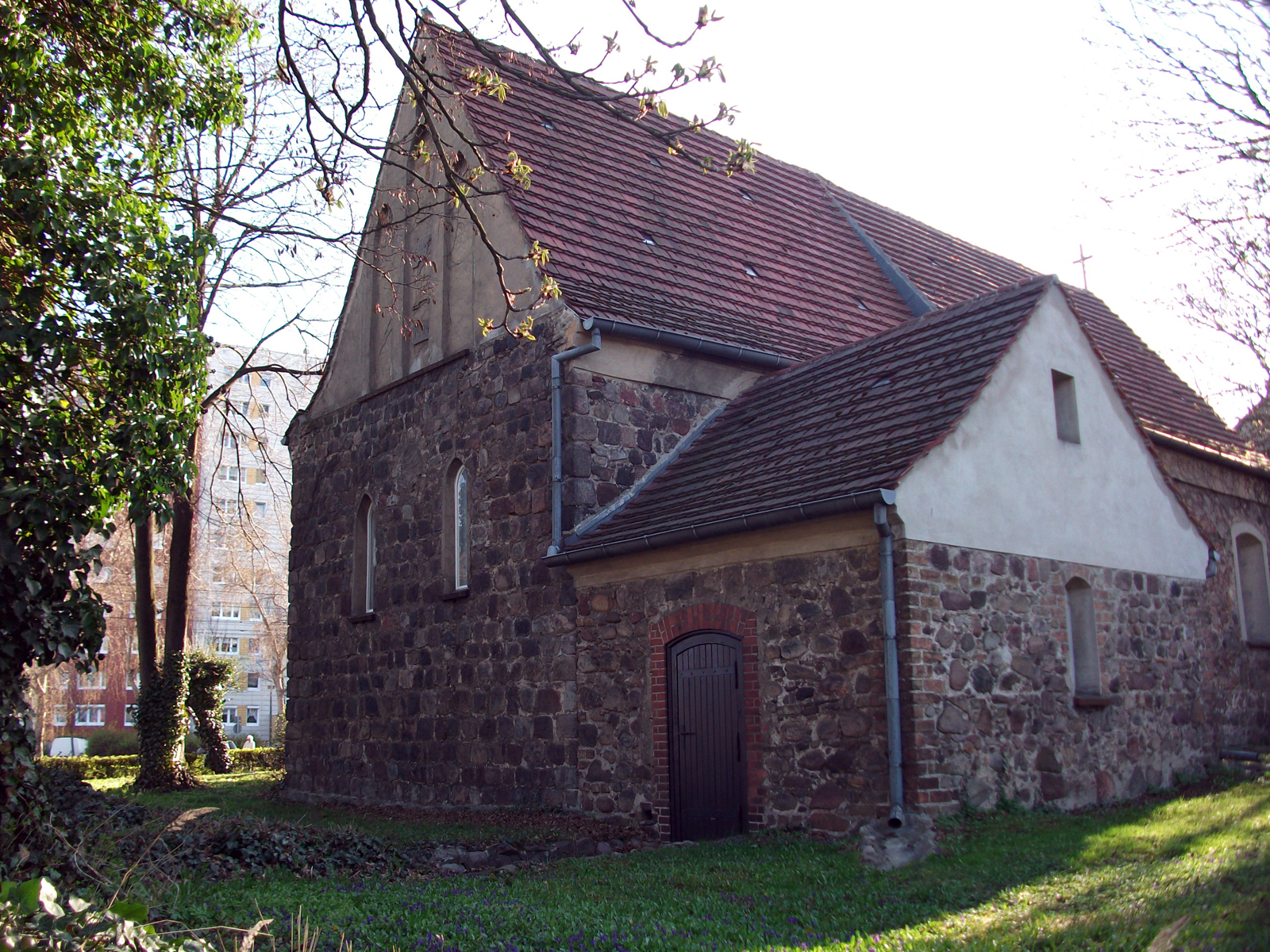
Außenansicht von Chor und Sakristei
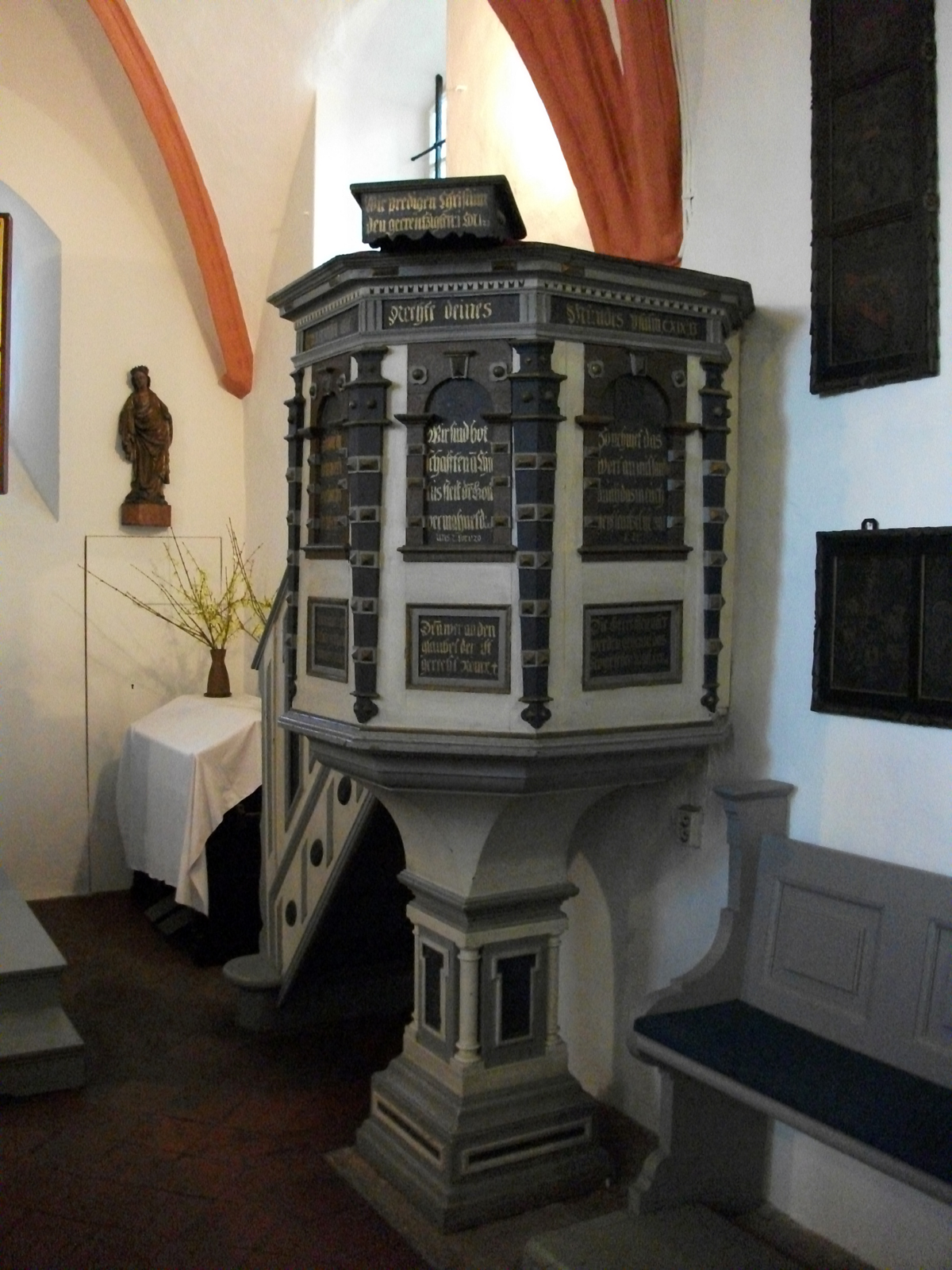
Kanzel
Totenschild des Hans Christoph von Röbel

## Beschreibung

### Äußeres
Die Kirche besteht aus den Bauwerksteilen Chor im östlichen Teil und Langhaus im westlichen Teil. Die Sakristei schließt sich nördlich an den Chor an. Auf der Südseite sind zwei Anbauten aus dem Jahr 1905. Im kleineren Anbau war zunächst der Aufgang zur Patronatsloge untergebracht; mittlerweile befindet sich dort die Orgelempore.

### Glocken

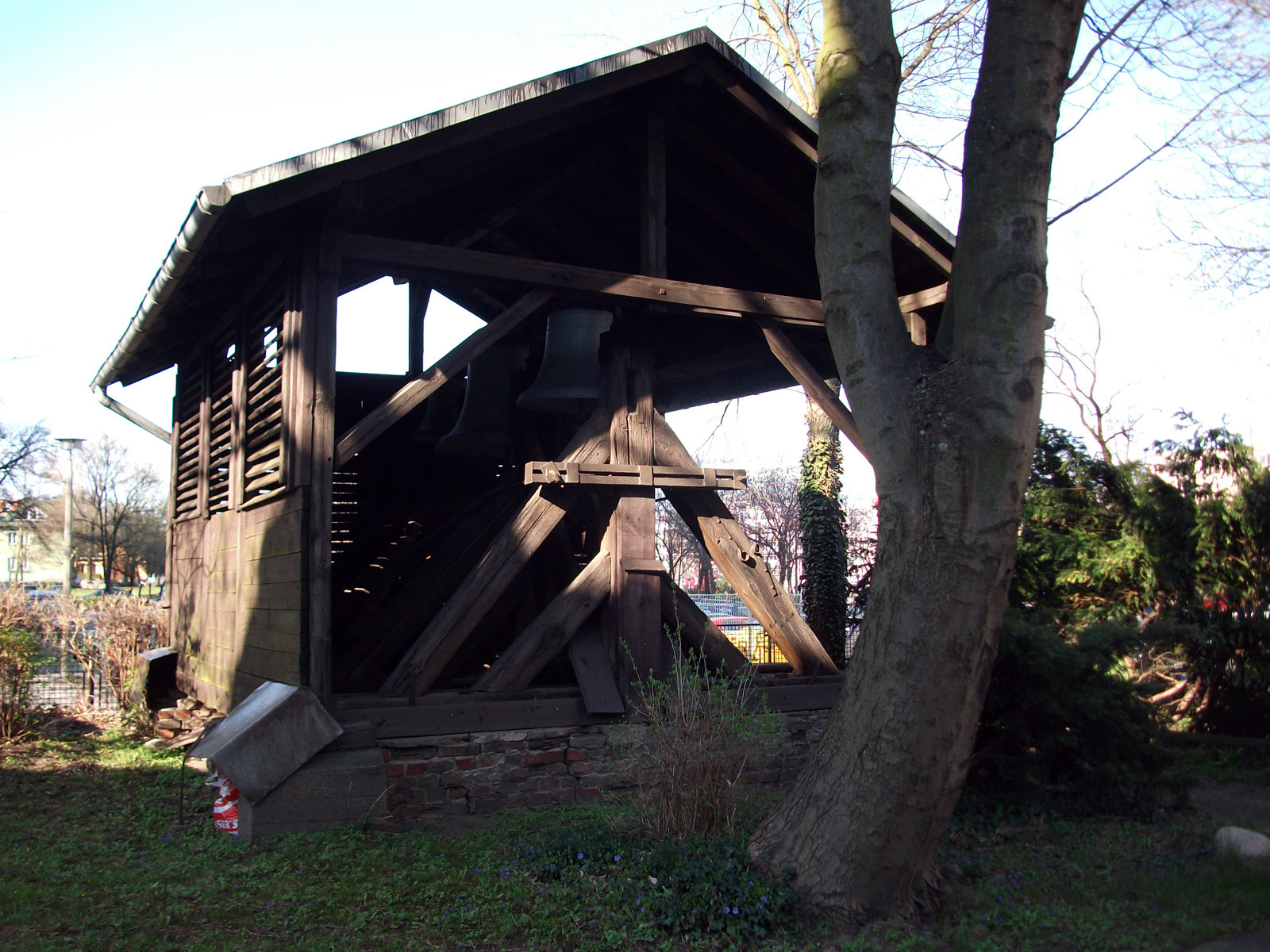
Glockenstuhl

Der Glockenstuhl befindet sich seit dem Rückbau des Turms 1953 in einem Glockenhaus neben der Kirche. Die drei Glocken aus Eisenguss wurden im Jahr 1918 von Schilling & Lattermann in Morgenröthe-Rautenkranz gegossen.
- Glocke 1 ist auf den Schlagton a' gestimmt und trägt die Inschrift FRIEDE AUF ERDEN.
- Glocke 2 ist auf den Schlagton cis" gestimmt und trägt die Inschrift WIR TRETEN ZUM BETEN.
- Glocke 3 ist auf den Schlagton e" gestimmt und trägt die Inschrift EISEN FUER ERZ.

### Ausstattung
Der Flügelaltar von 1450 entstammt der Wartenberger Dorfkirche. Er kam 1924 nach Hohenschönhausen und wurde unter Verwendung stilistisch unterschiedlicher Schnitzfiguren aus dem letzten Viertel des 15. Jahrhunderts neu aufgebaut. 
Ferner sind der Totenschild des Gutsherrn Hans Christoph von Röbel von 1671 sowie drei eiserne Fahnenspitzen von 1683/88 seines Sohnes Christian Dietrich von Röbel ausgestellt.
Das Taufbecken, verziert mit dem Wappen des Niederbarnim, stammt aus dem Jahr 1638. Die im Renaissancestil erbaute Kanzel von 1540 befand sich ursprünglich über dem Altar, später am Triumphbogen und befindet sich seit 1987 neben dem Totenschild.
Eine um 1500 entstandene Kreuzigungsgruppe, die ursprünglich in der Taborkirche stand, befindet sich heute in der Nikolaikirche.

### Orgel

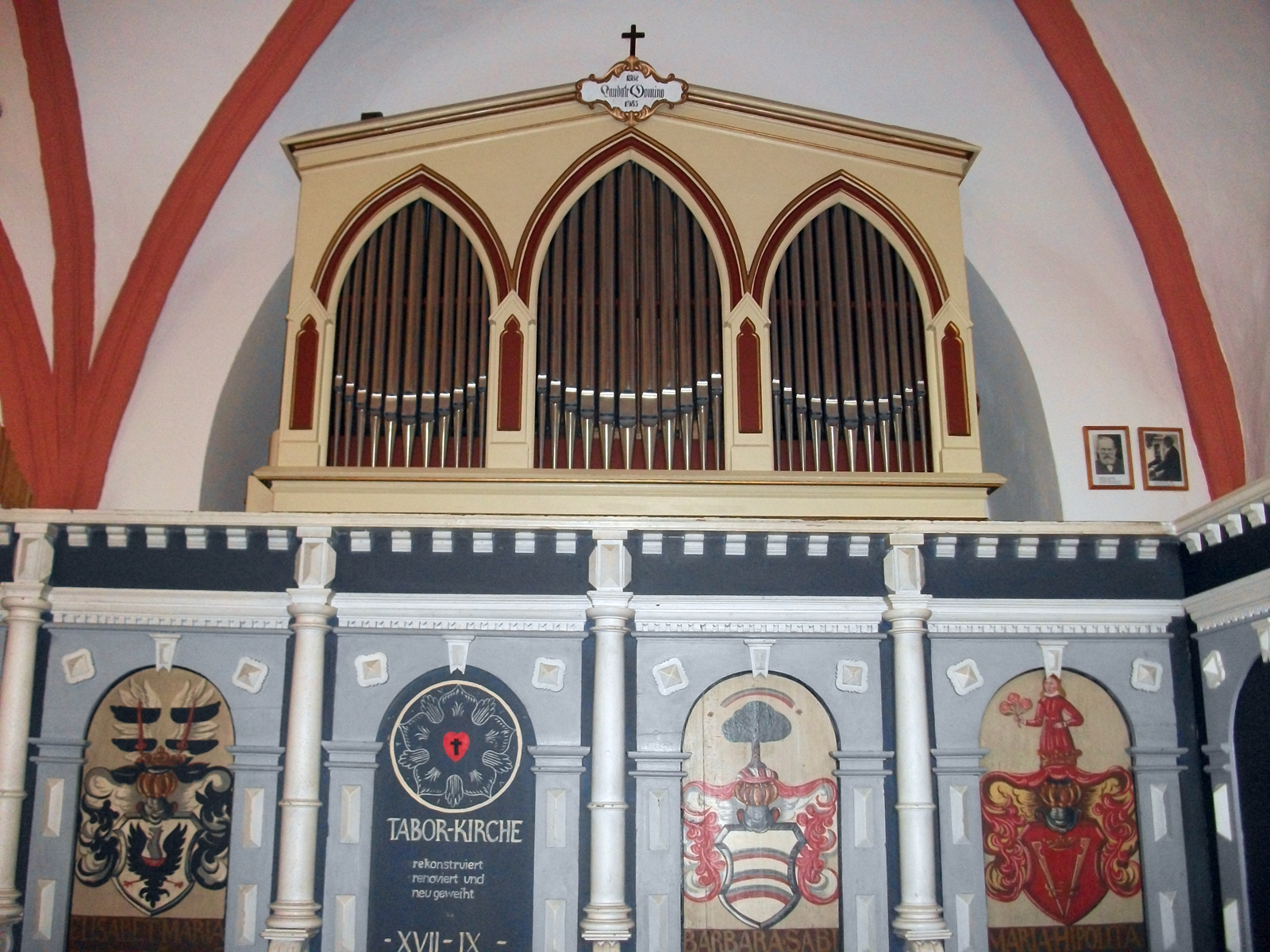
Orgel

Die Orgel mit sieben Registern auf einem Manual und Pedal und einem neugotischen Prospekt wurde 1862 vom Berliner Orgelbauer Albert Lang erbaut. Sie stand bis 1905 über dem Altar und wurde dann in die ehemalige Patronatsloge umgesetzt. 1969 wurde die Orgel stillgelegt, weil Sachverständige sie für klanglich und spieltechnisch unbefriedigend hielten. 1985 wurde sie durch den Dresdner Orgelbauer Rainer Wolter repariert und von 1991 bis 1996 von Orgelbaumeister Gerd-Christian Bochmann (Kohren-Sahlis in Sachsen) wiederhergestellt.
Mit dieser Orgel beteiligt sich die Taborgemeinde an der in den späten 2010er Jahren ins Leben gerufenen Reihe Orgelkonzert im Dunkeln.